# Bill Ritter
Bill Ritter, właśc. August William Ritter (ur. 6 września 1956 w Denver) – amerykański prawnik i polityk, członek Partii Demokratycznej. Od 9 stycznia 2007 do 11 stycznia 2011 pełnił urząd gubernatora stanu Kolorado.
Pochodzi z wielodzietnej rodziny – urodził się jako szósty z jedenaściorga rodzeństwa. Dorastał na farmie w okolicach Aurory. Jego ojciec był operatorem ciężkiego sprzętu budowlanego, a matka pracowała w księgarni. Młody Ritter musiał sam zarobić na swoje studia, pracując na budowach. Ukończył prawo na Colorado State University i University of Colorado. W 1981 uzyskał doktorat z prawa i został zastępcą prokuratora okręgowego w Denver. W latach 1987–89 przebywał w Zambii jako świecki misjonarz Kościoła rzymskokatolickiego, którego jest członkiem. Po krótkim epizodzie związanym z pracą w prokuraturze federalnej, w 1993 został prokuratorem okręgowym w Denver. Po zamachach terrorystycznych z 2001 roku, został równolegle zaproszony do grona doradców ówczesnego prokuratora generalnego USA, Johna Ashcrofta. W 2006 został kandydatem Demokratów na stanowisko gubernatora Kolorado. W wyborach uzyskał 57% głosów, pokonując Republikanina Boba Beaupreza.
Ritter ogłosił, iż nie będzie ubiegał się o reelekcję w zaplanowanych na listopad 2010 wyborach. Kandydatem Demokratów na jego następcę jest burmistrz Denver, John Hickenlooper.